# Yaralı Kuşlar
Yaralı Kuşlar é uma telenovela turca de 2019, produzida pela Stellar Yapım e exibida pelo Kanal D de 1 de abril a 29 de novembro de 2019, em 165 episódios, com direção de Yasemin Erkul e colaboração de Ece Tahtalıoğlu Pertez. A trama era transmitida diariamente, diferenciando-se de outras produções turcas que são exibidas semanalmente.
Conta com as participações de Elif Yılmaz, Gökçen Eroğlu, Emre Fulya Tanrıkulu, Meryem Temiz, Bedirhan Toprak e Münevver Yıldız.

## Enredo
Meryem é uma jovem que passou os últimos cinco anos criando seu irmão adotivo Ömer, vindo trabalhar dia e noite para que ambos tivessem uma vida decente. Ela era apenas uma adolescente quando uma pessoa entregou Ömer para seu pai, que ficou frustrado quando foi preso em sua tentativa de vender o menino. Mal sabe Meryem que Ömer é o filho sequestrado de um homem rico, Levent Metehanoğlu, a quem eles encontrarão inesperadamente.

## Elenco
- Gizem Arıkan como Meryem Çelik
- Emre Mete Sönmez como Ömer Çelik / Efe Metehanoğlu
- Ali Yasin Özegemen como Levent Metehanoğlu
- Ayşen İnci como Ulviye Metehanoğlu
- Özgür Özberk como Tekin Avcı
- Cemre Melis Çınar como Melis Saraç
- Hasan Ballıktaş como Durmuş Çelik
- Utku Çorbacı como Bahadır Metehanoğlu
- Elif Erol como Hülya Metehanoğlu
- Canan Karanlık como Neriman Çelik
- Emre Çaltılı como Cemil Başar
- Tuğba Tutuğ como Ayşe Kılıç
- Nuray Erkol como Aysel Özer
- Sezgin Irmak como Doğan Uzun
- Ceren Yavuz como Aslı Özer
- Ozan Turan como Yaşar Kaya
- Emek Büyükçelik Uyar como Safiye Kılıç
- Ada Çapa como Dilsiz
- Erdem Eren Ayaz como Çamur
- Said Ege Yıldırım como Minik
- Mert Ateş como Çita